# Аманов, Базар
Базар Аманов (туркм. Bazar Amanow; 1908—1981) — туркменский, советский актёр, театральный режиссёр, драматург. Народный артист СССР (1965).

## Биография
Родился 5 мая 1908 года в селе Бабадайхан (ныне - Ахалский велаят Туркменистана).
Рано осиротел. Воспитывался в Тедженском и Мервском интернатах. В 1924 году — слушатель совпартшколы.
В 1926—1929 годах учился в туркменской театральной студии при Русском драматическом театре им. А. Пушкина (Ашхабад).
С 1929 года — актёр Туркменского драматического театра (позже — имени И. В. Сталина, с 1963 — имени Молланепеса, ныне — Студенческий театр имени Молланепеса) (Ашхабад). Также занимался режиссурой, ставил спектакли в театре.
Снимался в кино.
Автор 15 пьес. Первую известность получил в 1939 году авторской постановкой музыкальной драмы «Зохре и Тахир» (инсценировка дастана Молланепеса, музыка А. Шапошникова). После постановления ЦК ВКП(б) от 26 августа 1946 года «О репертуарах драматических театров и мерах по его улучшению» была снята с постановки его пьеса «Солтан Санджар».
Член Союза писателей Туркменской ССР с 1943 года.
Базар Аманов умер 24 мая 1981 года в Ашхабаде.

## Награды и звания
- Народный артист Туркменской ССР (1944)[3]
- Народный артист СССР (1965)
- Два ордена Ленина (1949, 1955)
- Орден Октябрьской Революции (1978)
- Орден «Знак Почёта» (1944)
- Медали

## Творчество

### Роли в театре
- «Кеймир-Кёр» Б. Аманова и К. Бурунова — Надир-шах
- «Сын пастуха» Г. Мухтарова и К. Сейтлиева — Непес
- «Джахан» К. Сейтлиева — поэт
- «Любовь Яровая» К. Тренёва — Швандя
- «Фронт» А. Корнейчука — Огнев
- «Гибель эскадры» А. Корнейчука — Гайдай
- «Враги» М. Горького — Яков Бардин
- «Легенда о любви» Н. Хикмета — Незнакомец
- «Ревизор» Н. Гоголя — Осип
- «Отелло» У. Шекспира — Яго. Аманов, Художник Г. Я. Брусенцов выполнил графическую работу — «Артист Базар Аманов в роли Яго» (1954, б. цв., соус, акв., уголь, мел)[4]

### Фильмография
- 1941 — «Прокурор» — Сапар-бай
- 1945 — «Волшебный кристалл»
- 1954 — «Сын пастуха» — Непес
- 1959 — «Айна» — Эсен-бей
- 1972 — «Озорные братья» — Келек-бай

### Автор пьес
- «Кеймир-Кёр» (совм. с К. Буруновым, 1940)
- «Кемине» (1942)
- «Солтан Сонджар» (1946)
- «Аязхан» (1961)
- «Молланепес» (1963)
- «Остров сокровищ» (1969)
- инсценировки «Зохре и Тахир» (1939, совместно с X. Чарыевым), «Айлар» (1963)[1].